# Arteria epigástrica superficial
La arteria epigástrica superficial o subcutánea abdominal es una arteria que se origina en la arteria femoral. No presenta ramas.

## Distribución
Se distribuye hacia la pared abdominal y la ingle.